# Sandringham (Terre-Neuve-et-Labrador)
Pour l’article homonyme, voir Sandringham.
Sandringham est une localité située à Terre-Neuve-et-Labrador au Canada. Elle est le siège du parc national de Terra-Nova. Selon le recensement de 2006, elle a une population de 255 habitants.